# Rutger Wolfson

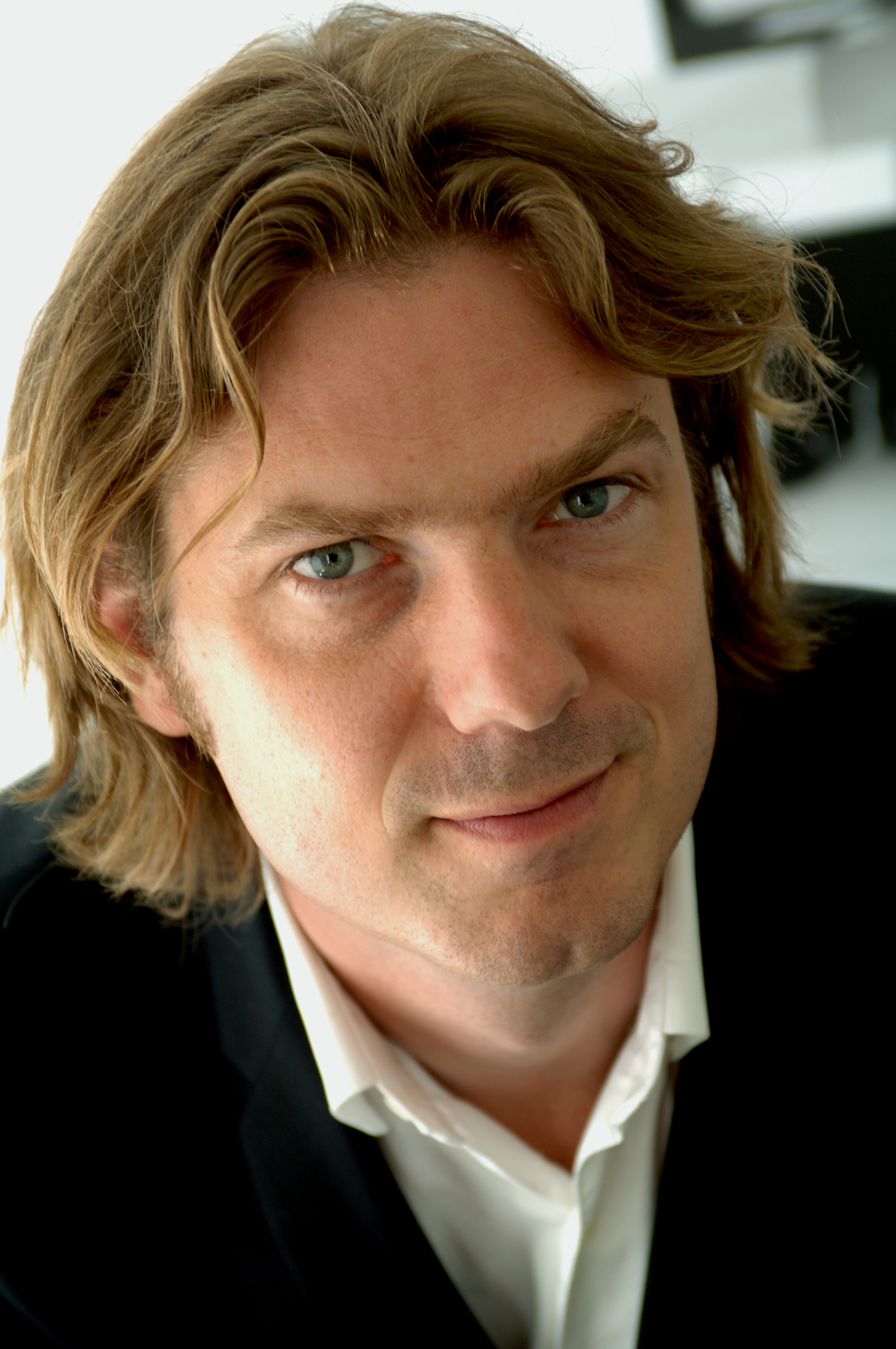
Rutger Wolfson in 2008

Rutger Wolfson (Monrovia (Liberia), 1969) is een Nederlands cultureel ondernemer. Hij was achtereenvolgens curator van kunstcentrum Witte de With in Rotterdam (1996-1999), directeur van de Vleeshal in Middelburg (2000-2008) en directeur van het International Film Festival Rotterdam (2007-2015).

## Opleiding en werk
Wolfson studeerde Kunst en Cultuurwetenschappen aan de Erasmus Universiteit. Van 1996 tot en met 1999 stelde hij als curator van Witte de With, centrum voor hedendaagse kunst in Rotterdam, tentoonstellingen samen en (co-)produceerde hij muziek-, theater- en dansprojecten. 
Wolfson werd in 2000 directeur van de Stichting Beeldende Kunst Middelburg (De Vleeshal). Hij maakte er enkele spraakmakende tentoonstellingen over de grensgebieden van beeldende kunsten en andere kunsten. Daarnaast was hij lid van adviescommissies van onder meer de Mondriaan Stichting, het Fonds Beeldende Kunsten, Vormgeving en Bouwkunst en het Film Fonds. Wolfson was samensteller en inleider van de bundels ‘Kunst in crisis’ (2003) en ‘Nieuwe symbolen voor Nederland’ (2005). In 2007 publiceerde Wolfson het essay ‘Het museum als plek voor ideeën’. 

## International Film Festival Rotterdam
De aanstelling van Rutger Wolfson bij het International Film Festival Rotterdam in 2007 volgde op het vertrek van Sandra den Hamer naar het Nederlands Filmmuseum in Amsterdam. Na de 44ste editie van het festival in 2015 is Wolfson afgetreden bij het IFFR.